# 雅夫
雅夫（1999年10月20日－2006年12月9日）是一隻黃色拉布拉多犬，擔任日本東京電視台寵物節目寵物當家的「寵物之旅」單元的旅犬，介紹各地自然風貌與在各地旅行所遇到的寵物，因為貪吃與天然呆的舉止而受到觀眾喜愛，為該節目的招牌犬。本条目除了介绍作为“旅犬”的雅夫，还有其继任者大介和雅春。

## 經歷
1999年10月20日，出生于兵库县神户市。2004年6月與主持人松本秀樹共同完成到訪日本全國47個都道府縣。2005年3月雅夫遠赴台灣拍攝外景，同樣受到台灣民眾的歡迎。
2006年10月，雅夫完成他最後一次錄影，獲得東京電視台社長頒發感謝狀及「感謝骨」。同年12月9日晚間，雅夫因急性淋巴癌逝世，終年7歲。東京電視台特別在12月16日與17日於電視台門口為他設置獻花台，有6700人前往獻花。寵物當家也特別為雅夫製作紀念節目，紀念雅夫對節目的貢獻。

## 後代

### 大介
大介（2005年6月12日－2011年11月29日），出生于千叶县松户市，第一代旅犬雅夫的儿子。2004年12月，雅夫與在節目中公開招募的黑色拉布拉多犬黛安成婚，生下七隻小狗，其中最小的一隻被命名為「大介」，繼雅夫之後成為第二代旅犬。
大介從幼犬時期起，就在手足當中與雅夫長相最相似，尤其是略垂的眼睛和面部表情。大介脾氣溫和，個性貪吃（對肉店店外兜售的肉會目不轉睛），好奇心旺盛，特別癖好用前腳擁抱正在工作中的女性。大介與身為單元主持的松本秀樹感情相當深厚。
2011年11月29日凌晨大介因胃部扭轉，至箱根附近小田原市的獸醫院檢查並緊急手術，之後雖因手術成功而稍有平息，但隨即又迅速惡化，在29日早上9點10分逝世，終年6歲5個月。
在同年12月18日在東京電視台為了大介在台內舉辦了一場告別式～當天大介人氣不輸父親雅夫～也有六千名粉絲到場送大介最後一程～甚至有遠從加拿大以及台灣等各地特地前往的粉絲～而母親黛安的飼主外谷母女也到場致哀～
松本秀树在部落格中寫到，“29日早上大介变成天使之后，我怎么都无法离开他身边，一天半左右一直陪伴着他，大介看起来和平时一样，手伸得很直，半闭着眼睛睡着。好像我只要说“大介，去散步了”就会跳起来一样。他的身体渐渐僵硬，身上有不忍看的手术的痕迹，耳朵内侧全无血色。我对大介，对雅夫不停的道歉。雅夫去世的时候，许多熱愛他的觀眾和我同样因不舍和难过而哭泣，我知道他们不光是我的狗，世界上所有爱他们的人都是他们的主人。有我在身旁还发生这种事情，真的非常非常抱歉。”
秀樹在電視台錄製大介紀念特輯中提到大介是11月29日過世·父親雅夫是12月9日過世～在日文發音中都是好肉的意思～父子真是一樣的個性～愛吃肉連過世的日子都要跟肉有關～還提到父親雅夫的電影拍攝中大介就過世～所以秀樹去見電影版本『LOVE雅夫』(台灣譯：雅夫愛相隨)中飾演秀樹的影星香取慎吾當天竟然就是雅夫的忌日～而香取慎吾則在當天告知秀樹在大介過世當天拍攝現場不知為何竟然是安排電影場景中秀樹跟大介說『跟著我一起去旅行吧！』這一個場景～連節目元老峰瀧太都感嘆『真是奇妙的緣分啊！』

### 雅春
雅春（2012年1月16日－2023年3月19日）生於秋田縣大館市，為一隻黃色拉不拉多犬，具有雅夫的母親血統。2012年6月6日起，开始作为旅犬第三代出演节目，节目组名也改为《まさはる君が行く!ポチたまペットの旅》。根據松本秀樹所言，雅（まさ）是指雅夫，春（はる）則是指松本與雅春於春天相遇，故命名為雅春。2023年3月19日因淋巴癌過世，終年11歲2個月。

## 影像作品

### 影像
- まさお君が行く! 第1巻 世界初の旅犬デビュー!おもしろ動物と爆笑ご対面の巻　―　ASIN: B00006JOUR
- まさお君が行く! 第2巻 男まさおの真剣勝負!真冬の爆笑チャレンジの巻　-　ASIN: B00006JOUS
- まさお君が行く! 第3巻 春の珍事連発!凄キャラ登場にまさお君壊れるの巻　-　 ASIN: B00006JOUT
- まさお君が行く! 第4巻 まさお君の夏休み!爽やかアウトドアで大暴走の巻 　-　 ASIN: B00006JOUU

※ 上記4作品、發售公司: ビクターエンタテインメント、發售日:2002年10月23日

### DVD
- まさお君が行く!ポチたまペットの旅 メモリアルボックス　―　ASIN: B000UTSNGE
- まさお君が行く!ポチたまペットの旅 まさお君 旅立ちの巻　　―　ASIN: B000UTSNGO
- まさお君が行く!ポチたまペットの旅 まさお君 人気爆発の巻　　―　ASIN: B000UTSNGY
- まさお君が行く!ポチたまペットの旅 まさお君 パパになるの巻　　―　ASIN: B000UTSNH8

※ 上記4作品、發售公司:VAP,INC、發售日:2007年10月24日

## 電影
『LOVE 雅夫Go!』（日语：LOVE まさお君が行く!）的標題在2012年6月23日公開。

### 角色
- 松本秀樹：香取慎吾
- 雅夫：洛夫（ラブ）
- 須永里美：廣末涼子
- 吉野水希：成海璃子
- 光石研
- 浅野和之
- 左時枝
- 木下隆行（TKO）
- 大久保佳代子（Oasis）
- 神田瀧夢
- 小野武彦
- 寺島進

### 工作人員
- 製作總指揮：井澤昌平
- 執行製作人：深沢幹彦、關根真吾
- 製作人：五箇公貴、池田史嗣、和田倉和利、福島聰司
- 監督：大谷健太郎
- 腳本：高橋泉
- 攝影：釘宮慎治
- 美術：中山慎
- 照明：田辺浩
- 錄音：松本昇和
- 編集：張本征治
- 助監督：山口晃二
- 製作担当：守田健二
- 角色分配：杉野剛
- 音樂：上田禎
- 音樂製作人：安井輝
- 狗指導員：鈴木和夫

- 製作：2012「LOVE まさお君が行く！」製作委員会
- 制作公司：シネバザール
- 制作：東京電視台、松竹
- 企劃：東京電視台
- 配給：松竹

### 主題曲・劇中歌
- 主題曲「你就是我」 - 作詞：秋元康、歌：前田敦子

## 外部連結
- 雅夫桌布集 （页面存档备份，存于）
- BS日本『ポチたまペットの旅』官方網站 （页面存档备份，存于）
- YouTube上的《寵物當家：雅夫愛相隨》中文網路版預告片：9月28日愛犬向前衝！
- 互联网电影数据库（IMDb）上《寵物當家：雅夫愛相隨》的资料（英文）
- Yahoo奇摩電影上《寵物當家：雅夫愛相隨》的資料（繁體中文）
- 開眼電影網上《寵物當家：雅夫愛相隨》的資料（繁體中文）
- 时光网上《寵物當家：雅夫愛相隨》的資料（简体中文）
- 豆瓣电影上《寵物當家：雅夫愛相隨》的資料 （简体中文）